# Данн, Стивен Тройт
Стивен Тройт Данн (англ. Stephen Troyte Dunn, 1868 — 1938) — британский (английский) ботаник.

## Биография
Стивен Тройт Данн родился в 1868 году.
Он проводил большую часть своей научной деятельности в Королевских ботанических садах Кью, будучи составителем Index Kewensis Supplement 2 (1904—1905) и Supplement 3 (1908).
Стивен Тройт Данн получил должность начальника Ведомства ботаники и лесного хозяйства Гонконга, делая многочисленные коллекции и добиваясь идентификации и классификации новых видов. Данн внёс значительный вклад в ботанику, описав множество видов растений.
Стивен Тройт Данн умер в 1938 году.
Был женат на Мод Торнтон (с 1901), младшей дочери преподобного У. Торнтона. Вид магнолии Michelia maudiae Dunn. назван в честь первой жены.

## Научная деятельность
Стивен Тройт Данн специализировался на папоротниковидных и на семенных растениях.